# Vladlen Yurchenko
Vladlen Yuriyovych Yurchenko (ukrainien : Владлен Юрійович Юрченко), né le 22 janvier 1994 à Mykolaïv en Ukraine, est un footballeur ukrainien qui évolue au poste de milieu de terrain au Metalist 1925 Kharkiv.

## Biographie

### Carrière en club
Il participe avec le Bayer Leverkusen à la Ligue des champions et à la Ligue Europa.

### Carrière internationale
Vladlen Yurchenko est sélectionné dans quasiment toutes les catégories de jeunes. Il reçoit notamment 23 sélections avec les espoirs, inscrivant trois buts.

## Palmarès
Zorya Louhansk
- Finaliste de la Coupe d'Ukraine en 2021.